# Europtera defecta
Europtera defecta är en fjärilsart som beskrevs av De Lajonquière 1970. Europtera defecta ingår i släktet Europtera och familjen ädelspinnare. Inga underarter finns listade i Catalogue of Life.